# I randagi
I randagi è un romanzo biografico scritto da Antonio Moresco, pubblicato una prima volta nel 2005 con il titolo Zio Demostene presso Effigie, poi ampliato in una seconda edizione pubblicata da Mondadori nel 2014. È la storia narrata in forma romanzesca della famiglia dell'autore, originaria del Veneto, e dei suoi vagabondaggi per l'Italia e per il mondo nel corso del Novecento. Il racconto va indietro nel tempo fino ai nonni dell'autore, passando tra gli altri per lo zio Demostene. Tutta la vicenda è narrata in prima persona dal punto di vista dell'autore.

## Trama
Antonio Moresco riceve una telefonata da un suo conoscente che ha ritrovato nel Casellario giudiziario di Roma una foto segnaletica molto somigliante ad Antonio Moresco. La foto ritrae lo zio dell'autore, zio Demostene, militante politico di sinistra durante il Fascismo. Zio Demostene è nato nel 1900 ed è costretto a vagabondare tra Veneto e Lombardia a causa della sua militanza politica, finché non si arruola nella Fanteria Reale, e poi va a cercare fortuna in Brasile. Avrà un figlio da un rapporto fugace, un ironico stacanovista di nome Ferdinando. Dalla moglie Antonia nasce una figlia di nome Caterina, molto intelligente e ricordata come una santa per aver assecondato e assistito Ferdinando nelle sue vicissitudini. Compaiono i fratelli di Demostene: Napoleone, Alcibiade, Anita e Pietro, il più piccolo, padre dell'autore.
Il nonno paterno, che si chiama Antonio come l'autore, un amante della retorica autodidatta e presentato come una persona dal carattere nobile e dionisiaco, si sposa con Maria Micheletto, grazie alla quale "la razza dei Moresco si è slanciata" (p. 31). Il nonno predilige tra i figli Pietro e allontana da sé il sovversivo Demostene. Nel frattempo Pietro, che sceglie di compiacere il padre in tutto, si arruola precocemente e si sposa con Luigia da cui nasce, oltre ad Antonio, la pupilla cui tutti si affezionano, Ada. La madre Luigia lavora per tutta la vita per una famiglia di nobili, presso cui vivono anche il piccolo Antonio, ed il marito Pietro, padre dell'autore, dopo essere ritornato dalla prigionia in India. È Demostene la persona a cui l'Antonio di oggi si sente più affine, considerandosi come lui un vagabondo e un randagio a causa delle sue peregrinazioni e delle sue scelte di vita (p. 129). Li accomuna anche l'aspetto fisico. Allora, l'autore decide di partire per il Brasile per visitare i figli di zio Demostene: Ferdinando, Antonia e Maria; si riconcilia così con quella parte della famiglia, sia coi parenti vivi, sia con i morti, attraverso il cimitero locale.

## Edizioni
- Zio Demostene, Effigie editore, Milano, 2005
- I randagi, Oscar Mondadori, Milano, 2014